# Апшинецкий заказник
Апшинецкий заказник — гидрологический заказник государственного значения (с 1974 года). Расположен в Раховском районе Закарпатской области. Площадь 105 га. На территории заказника протекает река Чёрная Тиса и её приток река Апшинец, вытекающая из одноимённого озера. Охраняемый лесной массив имеет большое водоохранное и водорегулирующее значение. В заказнике растёт предпочтительно ель европейская. Есть и редкие виды растений, например подснежник белоснежный, шафран Гейфеля, лилия кудреватая, которые занесены в Красную книгу Украины. Из животных распространены карпатский олень, косуля, лесная куница; из птиц — сокол сапсан, дятлы, совы и др.